# Alofi (wyspa)
Alofi – wyspa na Oceanie Spokojnym należąca do francuskiego terytorium zależnego Wallis i Futuny. Jest praktycznie niezamieszkana (2 mieszkańców w wiosce Alofitai na zachodzie wyspy). Alofitai jest jedną z dwóch wysp Hoorn, należy do okręgu Alo, którego część znajduje się także na sąsiedniej wyspie Futuna. W czasach pre-europejskich wyspa była bardziej zaludniona od Futuny, zamieszkiwało ją około 1900 osób. Farmerskimi wioskami były Sologa (północ), Sa'avaka (południowy wschód), Alofitai (zachód) oraz Mua (północny zachód). Niektóre mapy zaznaczają także wioskę Gaino na północy. Alofi jest oddalone 2 km na południowy wschód od Futuny, dlatego też mieszkańcy Futuny posiadający na wyspie Alofi plantacje i uprawy przybywają tutaj w każdą sobotę. Popularną uprawą jest tytoń.
Powierzchnia wyspy to 32 km² a najwyższym wzniesieniem jest Mont Kolafau (Mont Bougainville) osiągający 412 m.